# Cantonul Les Sables-d'Olonne
Cantonul Les Sables-d'Olonne este un canton din arondismentul Sables-d'Olonne, departamentul Vendée, regiunea Pays de la Loire, Franța.

## Comune
- Château-d'Olonne
- L'Île-d'Olonne
- Olonne-sur-Mer
- Les Sables-d'Olonne (reședință)
- Sainte-Foy
- Vairé